# Mathieu Manset
Mathieu Manset, né le 5 août 1989 à Metz, est un footballeur français qui évolue au poste d'attaquant

## Biographie
Mathieu Manset a débuté le football dans les équipes de jeunes de l’US Créteil avant d’être repéré par Havre AC où il poursuivra sa formation. Non conservé par son club formateur, Mathieu Manset rallie, à l'intersaison 2009, le Hereford United en quatrième division anglaise. Deux ans -et dix-huit buts- plus tard, il signe à Reading, en Championship, la deuxième division anglaise. En 2012, il est prêté au club chinois de Shanghai Shenhua.
Le 13 juillet 2012, Mathieu Manset rejoint le club suisse de Sion après avoir fait part de son désir de retourner en Europe. Il ne marque qu'un seul but pour le FC Sion sur un pénalty face à Servette (1-0) lors de son séjour en Suisse et il décide de revenir en Angleterre. Il rejoint alors Carlisle United pour une pige de quelques mois  puis Coventry City pour la saison 2013-2014. Il joue ensuite en 2014 au Royal Antwerp FC (Belgique) avant de revenir en Angleterre (Walsall FC puis Cheltenham TFC). En 2015, il fait une pige de quelques matchs en Bulgarie (Slavia Sofia) puis rentre en France (Marseille Consolat) avant de rejoindre les Spartans, un club maltais en 2016.
En octobre 2017, il rejoint le SC Bastia en provenance du Hamrun Spartans (Malte).